# Nihon chinbotsu (romanzo)
Nihon chinbotsu (日本沈没?) è un romanzo di fantascienza apocalittica dello scrittore giapponese Sakyō Komatsu del 1973. Nel 1974 è stato vincitore del 27° Mystery Writers of Japan Award e del Premio Seiun come miglior romanzo giapponese dell'anno, dopo avere venduto circa 4 milioni di copie in Giappone.
Dal romanzo sono stati tratti diversi adattamenti tra cui due film, nel 1973 e nel 2006, e una serie anime edita da Netflix nel 2020.

## Filmografia

### Film
- Pianeta Terra: anno zero (Nihon chinbotsu) (1973), regia di Shirō Moritani
- Nihon chinbotsu (2006), remake del film del 1973,  regia di Shinji Higuchi
- The World Sinks Except Japan (日本以外全部沉没?, Nihon igai zenbu chinbotsu) (2006), tratto dall'omonimo racconto parodico di Yasutaka Tsutsui, regia di Minoru Kawasaki

### Serie
- Japan Sinks: 2020 (2020), regia di Masaaki Yuasa e Ho Pyeon-gang